# ダンサー (2000年の映画)
ダンサー(The Dancer)はリュック・ベッソンが製作・脚本を担当した2000年の映画である。『レオン』と同じく舞台をニューヨークに設定し、肉体以外の何も必要としない芸術＝ダンスの美しさを描いている。

## ストーリー
ニューヨークのクラブで土曜日の夜、インディアは毎週凄腕のDJからの挑戦を受け、ステージ上で踊っていた。彼女の卓越したダンスは多くの固定客の心を掴み、クラブは毎週満員御礼の盛り上がりだった。今日もまたインディアは凄腕自慢のDJに完膚なきまで勝利し、観客を熱狂させていた。ステージから降りた彼女に、観客は口々にデートに誘ったり、あるいはうちのステージに立たないかと誘うが、マネージャーをしている兄のジャスパーは、妹はこれから仕事でパリだ東京だと嘯（うそぶ）いた。クラブまで送ってくれた運転手のルディを伴って裏口に回ると、クラブのオーナーであるバリーは彼らに二束三文の金しか渡さず、ジャスパーはこれではルディのガソリン代にしかならないと抗議した。しかしバリーは面倒臭そうに3人を追い返した。クラブに雇われているわけでもないインディアとジャスパーには、正当な報酬を要求する権利などないのだ。仕方無しにジャスパーは半分をルディに渡し、そしてインディアは手話で彼にお礼を言った…インディアは生まれつき口が利けず、第三者との会話はもっぱら兄ジャスパーの通訳に頼っていた。
翌週の土曜日、ある会社の研究室内で一人悶々としている若き天才科学者アイザックを、友人のステファンが気分転換にとクラブへ誘った。アイザックは勝手に入ってくるなとステファンを窘めるが、気分転換が必要だと自分自身でも感じていたのでステファンの誘いに乗りクラブへと出掛けた。そこにはステージの上で、時にダイナミックに、時に繊細に、一分の隙も無い芸術にまでダンスを昇華させたインディアが踊っていた。彼女の踊りに天啓を受けたかのような衝撃を受けたアイザックは顔を輝かせて研究室に戻っていった。インディアのダンスこそ、アイザックが今開発している機械に必要なものだった。
インディアの仕事は聾唖学校に通う子供達にダンスを教える事だった。日常的には口が利けないと多くの点で不便だが、それでもインディアにはいつかブロードウェイの舞台で踊るという夢を支えに毎日を送っていた。雑居ビル地下の自宅洗面所には色褪せた舞台のチラシが貼られていた。同僚のブルーノは、いつか妹は大スターになるからと真面目に働かず悶着を起こすばかりのジャスパーに迷惑しながらも、同じようにインディアの夢を応援していた。ある日ブルーノは、仕事の途中でブロードウェイの舞台に立つダンサーを募集しているというチラシを見つけ、インディアの名前で申し込んだと告げる。インディアは大喜びでオーディションに向けて準備をした。当日、付き添ってきたジャスパーは、オーディションの進行役からマネージャーに用は無いと会場から追い出され、インディアは不安を抱えたまま本番に望む事になった。インディアのダンスは他の応募者を圧倒し、当然のように最後まで残った。居ても立ってもいられなくなったジャスパーが会場に忍び込むと、ちょうど進行役が残ったダンサーをステージの上に横一列で並ばせ、一人一人に名前を告げるように言った。インディアの番まで来ると、彼女はとっさに手話で自分の名前を告げた。審査員は一瞬の内に目の色を変え、即座に帰るように告げた。物陰から飛び出したジャスパーが審査員に激しく抗議するが、審査員は意思の疎通が出来ないダンサーとは仕事が出来ないと無碍無く言った。自宅に戻ったインディアは洗面所に張ってあったチラシを破り捨て、自分の夢が叶わないものだと悟り塞ぎ込み、翌日の仕事にも遅刻していった。だが聾唖学校の生徒は悲しみにくれるインディアにそれぞれが描いた彼女の似顔絵を贈り、インディアは子供たちとひしと抱き合った。
その頃、若き天才科学者アイザックはやっと目処が立った機械の最後の仕上げのため、もう一度あのクラブにやってきた。勿論、インディアのダンスを観るために…。だがステージに出てきたのは別のダンサーで、バーテンダーに聞くと彼女は雇われているわけではないという答えが返ってきた。失意のうちにクラブを後にするとルディがクラブ前の駐車場にいた。アイザックは言葉巧みにルディを丸め込み、インディアの元へ案内させる事に成功した。インディアとジャスパーの自宅でアイザックはインディアの助けになる機械がある、今度研究室に来てくれと誘った。ジャスパーは怪しい奴だと取り合おうとしなかったが、失意に打ちひしがれていたインディアは興味があると伝え、翌日2人はアイザックの研究室を訪れた。アイザックが開発していたもの、それは体の動きを音に変える装置で、この装置を体の各部に取り付ければ、音楽に合わせて踊るのではなく体の動きに合わせて音楽を奏でられるのだ。インディアは喜び、踊り疲れて眠るまで踊った。アイザックが開発した装置を完成させるため、ひいては自分自身の夢を実現させるためひたむきに努力する姿は妹に寄りかかって生きる事しか出来なかったジャスパーをも変えていった。
ジャスパーは生まれ変わったインディアの初舞台のためバリーにインディアだけのショーを開くように訴えかけ、そしてインディアをオーディションから落としたあの審査員にもインディアのショーに来るように招待状を手渡した…。

## キャスト
※括弧内は日本語吹替
- インディア・レイ - ミア・フライア
- ジャスパー・レイ - ガーランド・ウィット（高木渉）
- アイザック・ダイアー - ロドニー・イーストマン（石川禅）
- ステファン - ジョシュ・ルーカス（三木眞一郎）
- オスカー - フェオドール・アトキン（稲垣隆史）
- ブルーノ - ティエリー・アシャンティ
- ルディ - ジャロッド・バンチ
- バリー - ジョー・シェリダン（稲葉実）